# Harry Potter and the Escape from Gringotts
Harry Potter and the Escape from Gringotts è un ottovolante del parco divertimenti Universal Studios Florida, a Orlando, in Florida. Realizzato in acciao, fu progettato da Universal Creative e costruito da Intamin. Simile alle dark ride, l'attrazione è ricca di effetti speciali, che comprendono l'illuminazione controllata e effetti in 3D e 4D. L'attrazione ha come tema la Gringott, la banca nella serie di Harry Potter.

## Storia
Nell'aprile 2011 venne presa in considerazione un'espansione dell'area tematica The Wizarding World of Harry Potter del parco divertimenti Universal Studios Florida a Orlando, che avrebbe comportato l'aggiunta di una riproduzione di Diagon Alley e di una dark ride a tema Gringott.
Il 6 dicembre 2011 è stata confermata un'espansione significativa: l'annuncio è stato reso pubblico quattro giorni dopo che il parco aveva confermato la rimozione di Jaws, una giostra che avrebbe dovuto chiudere definitivamente il 2 gennaio 2012.
Ulteriori dettagli sull'espansione sono stati annunciati l'8 maggio 2013, confermando nuove attrazioni a tema Diagon Alley. Il 23 gennaio 2014 è stato reso noto che il nome dell'attrazione principale della zona sarebbe stato Harry Potter and the Escape from Gringotts. Successivamente, Entertainment Weekly ha descritto l'attrazione come "montagne russe di realtà virtuale", fornendo ulteriori dettagli. L'attrazione è stata inaugurata l'8 luglio 2014, insieme ad altre attrazioni nella nuova area a tema Diagon Alley del parco. L'edificio che ospita l'attrazione presenta una statua di drago alta 18 metri, posizionata sopra l'ingresso, che utilizza effetti speciali per simulare l'emissione di fuoco. All'apertura dell'attrazione i tempi di attesa erano di circa 7,5 ore.

## Descrizione
L'attrazione è un ottovolante in acciaio al coperto, con una lunghezza del percorso di circa 610 metri. La corsa è basata su dettagliati effetti 3D e 4D, e schermi di proiezione 3D simili a quelli delle attrazioni Transformers: The Ride 3D e The Amazing Adventures of Spider-Man. La trama dell'attrazione è ambientata durante gli eventi narrati in Harry Potter e i Doni della Morte - Parte 2, quando Harry Potter, Ron Weasley ed Hermione Granger tentano di infiltrarsi nella Gringott per recuperare un Horcrux, come parte della loro missione per sconfiggere Lord Voldemort.

### Coda
La coda, lunga circa 4 km, , inizia nell'atrio della Gringott, dove Bogrod, uno dei goblin dipendenti della banca, attende gli ospiti. Dopo che Bogrod ha autorizzato gli ospiti a visitare le camere blindate, essi si dirigono verso un controllo di sicurezza per farsi scattare una foto d'identità (che foto sostituisce la foto scattata durante il viaggio, e può essere acquistata all'uscita). Gli ospiti passano davanti ai tavoli allestiti con i numeri del quotidiano dei maghi La Gazzetta del Profeta, che mostrano i titoli dei film della serie di Harry Potter, quindi continuano lungo un corridoio fiancheggiato da uffici utilizzati dai goblin della banca. In uno di questi uffici si possono vedere e sentire le sagome di Harry Potter, Ron Weasley, Hermione Granger (travestita con la Pozione Polisucco da Bellatrix Lestrange) e il folletto Unci-unci mentre complottano per infiltrarsi nelle camere blindate, per recuperare un oggetto non menzionato. Proseguendo la coda, gli ospiti entrano nell'ufficio di Bill Weasley, il fratello di Ron, dove vengono accolti dal goblin Blordak e alla fine raggiunti da Bill. Dopo essere usciti dall'ufficio gli ospiti aspettano davanti alla porta di una simulazione di ascensore, mentre un ritratto in movimento di un goblin spiega le precauzioni di sicurezza da rispettare durante la corsa. Gli ospiti prendono gli occhiali da carrello e salgono una rampa di scala fino alla stazione di imbarco dell'attrazione.

### Tracciato
Dopo che gli ospiti sono saliti sulla vettura, essa comincia a muoversi lungo i binari, poco prima che gli allarmi di sicurezza si attivino quando viene rilevata una violazione della sicurezza e la banca viene bloccata. Appare Bellatrix Lestrange, dopo essere stata informata di un'infiltrazione di impostori, e decide di torturare gli ospiti tagliando il binario e inclinandolo. La vettura accelera verso il basso, mentre si possono vedere le stalagmiti che danno l'impressione di trovarsi nelle profondità della banca. Bill Weasley compie l'incantesimo Arresto Momentum per fermare il carrello, che poi cade da un'alta quota.
Un troll della sicurezza spinge ulteriormente il carrello degli ospiti, oltre la Cascata del Ladro, e si ferma davanti ad altri troll della sicurezza. Uno di loro viene colpito da una mazza ma si aggrappa al carro degli ospiti e li fa cadere. Bill lancia nuovamente Arresto Momentum per fermare la caduta del carro. Nel frattempo, Harry, Ron e Hermione stanno tentando di fuggire nelle camere blindate. Il goblin Blordak esorta gli ospiti a cercare rifugio.
A questo punto i muri crollano e appare Nagini, il serpente di Lord Voldemort, nel tentativo di attaccare gli ospiti. Appare anche Bellatrix, alleata di Voldemort, chiedendo agli ospiti dove si trovi Harry Potter. Voldemort incolpa Bellatrix perché gli ospiti si sono infiltrati, così lei decide di nuovo di torturarli e di mandarli in una camera piena di lava. Per torturare ulteriormente gli ospiti e spingerli a rivelare dove si trova Harry Potter, Voldemort decide di somministrare "una piccola dose di dolore per aiutare a ricordare" ed evocare una palla di fuoco. Un drago si schianta dal lato opposto e Harry lancia un controincantesimo, mentre il drago sputa fuoco verso Voldemort, che protegge se stesso e Bellatrix, che si ritirano. Hermione lancia un incantesimo per agganciare il carro al drago, in modo da portare gli ospiti fuori dalle camere blindate sani e salvi, mentre Ron lancia l'incantesimo Confringo per creare una via di fuga. Nella scena finale, Harry chiede a Bill di prendersi cura degli ospiti mentre recupera l'Horcrux, che è l'oggetto che non è stato menzionato all'inizio. Alla fine Bill saluta gli ospiti, prima del ritorno alla stazione.

## Galleria d'immagini

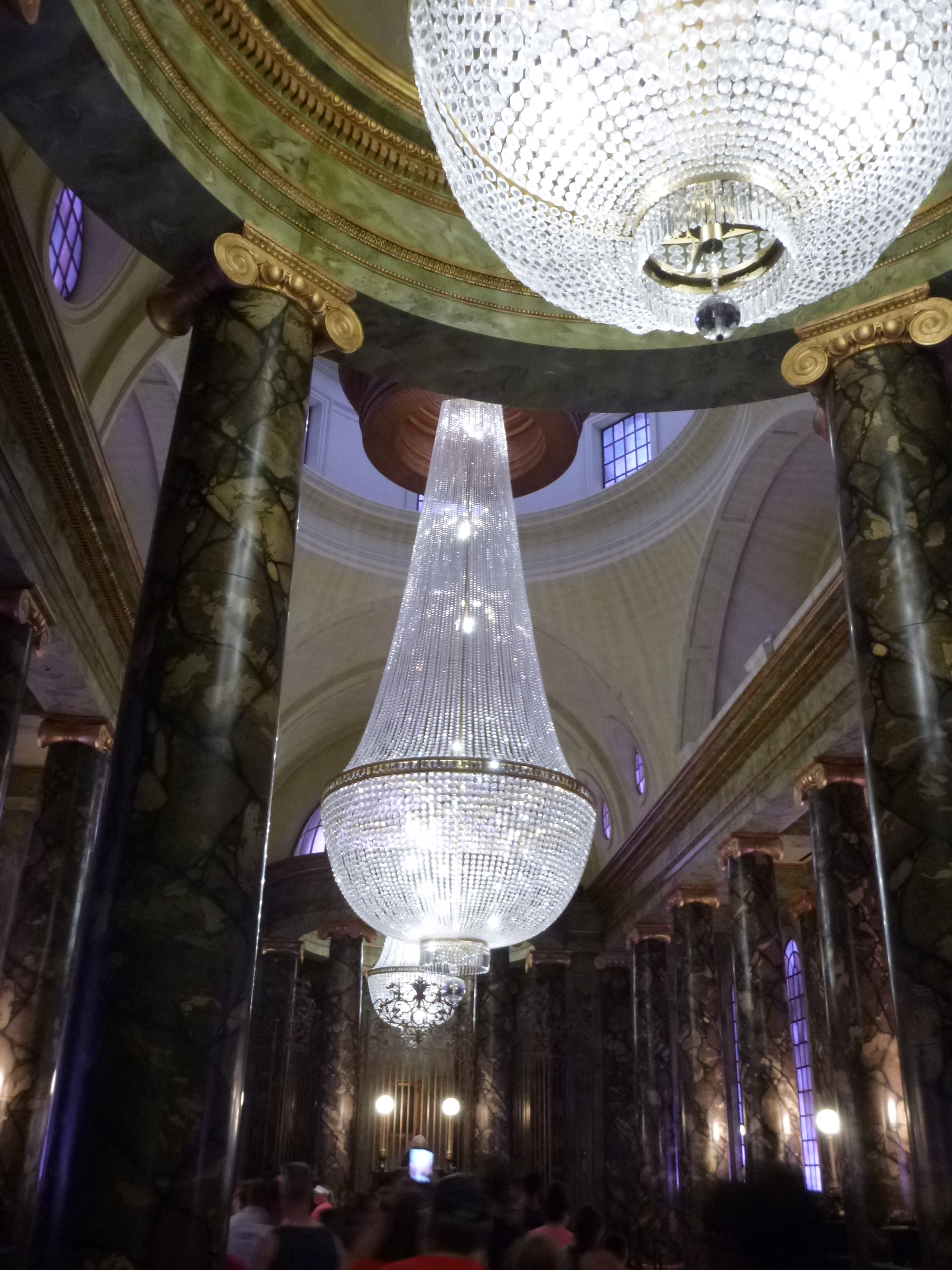
La coda dell'attrazione
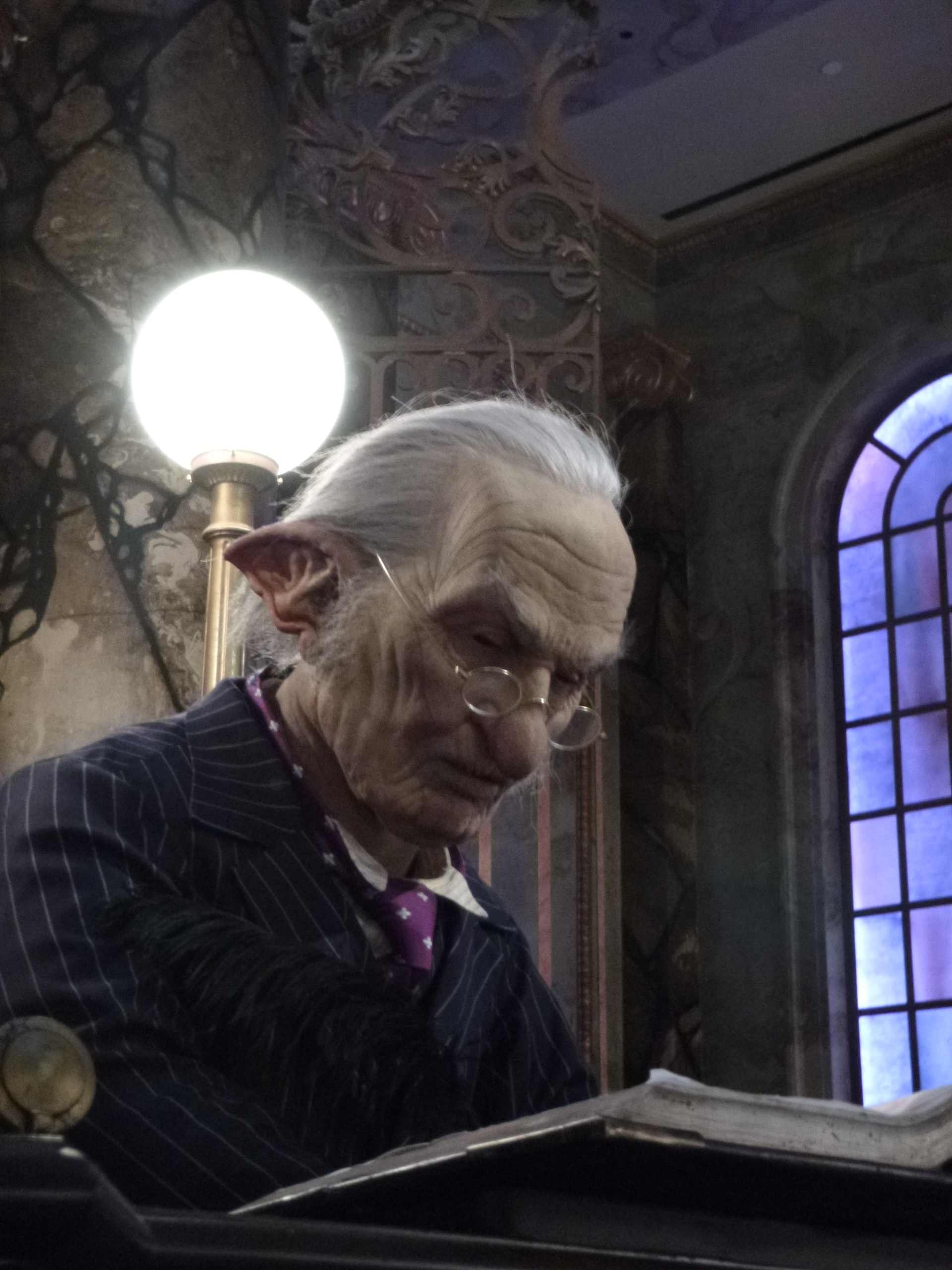
Il goblin Bogrod
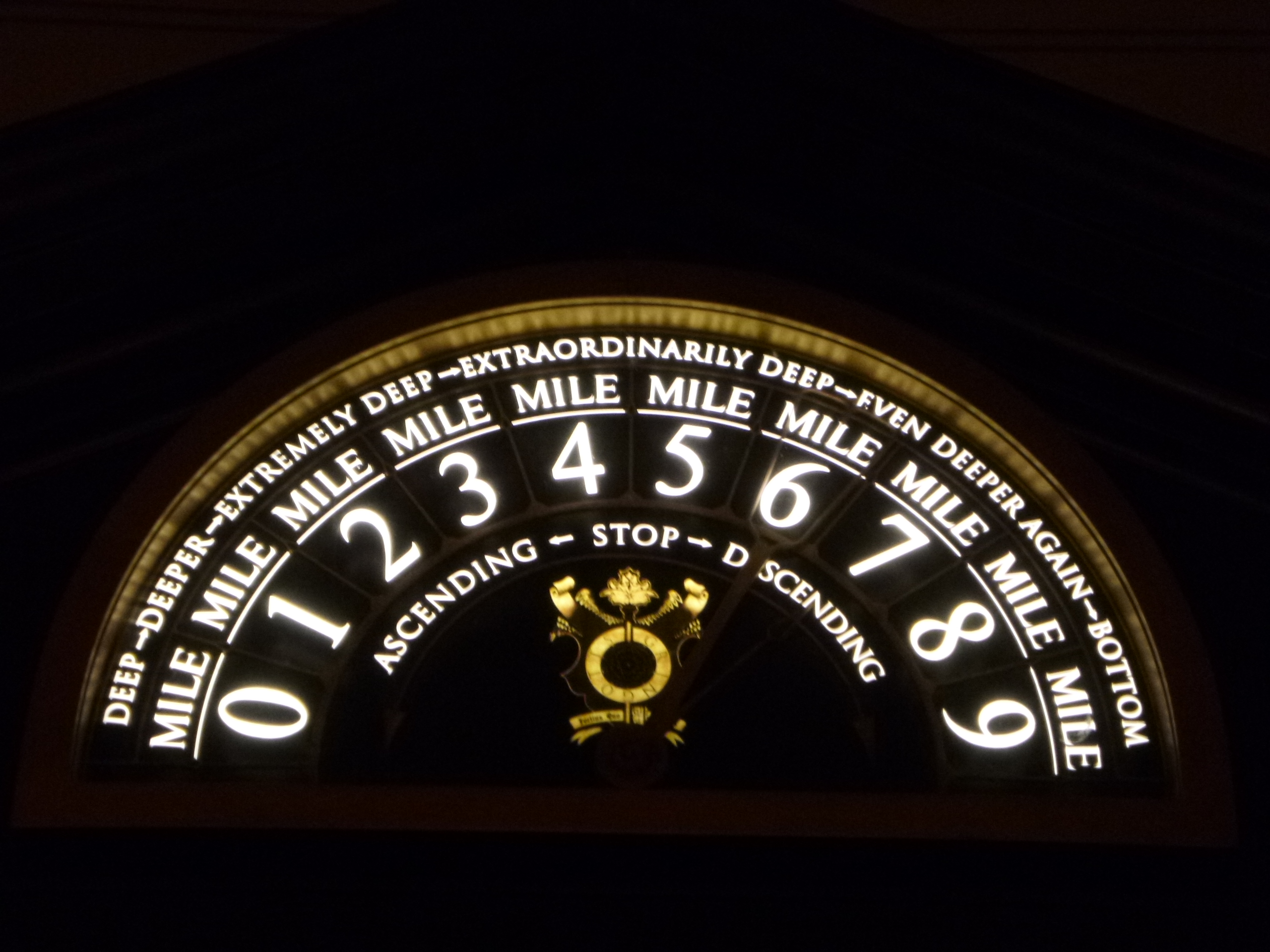
L'ascensore